# De bijenman
De bijenman is een hoorspel van Frans Hoppenbrouwers. De AVRO zond het uit op dinsdag 20 april 1982. De regisseur was Hero Muller.

## Rolbezetting
- Ab Abspoel (Bernard)
- Ingeborg Elzevier (Eugenie, zijn vrouw)
- Paul Deen (een spreker)
- Kees Broos (Gerrit)
- Wik Jongsma (Anton)
- Ferd Sterneberg (een boekverkoper)
- Pollo Hamburger (Gerard)
- Barbara Hoffman (Marijke)
- Piet Ekel (Toon)
- Ada van Monnickendam (een omroepster)

## Inhoud
Bernard van Kempen is van plan om zelfmoord te plegen. Toch legt hij zijn laatste levensjaren vast op band. Hij vertelt over zichzelf. Hij was een braaf, schuchter, keurig mannetje dat altijd werd gedomineerd door anderen. Op zijn werk werd hij door collega's voor de gek gehouden.
Thuis wordt hij door zijn vrouw overheerst. Maar op het afscheidsfeestje, de dag van zijn pensioen, verandert hij. De volgende dag wordt Bernard opeens assertief, en meer dan dat! Zijn vrouw wordt door hem volledig vastgepraat. Zijn zoon en schoondochter krijgen hem niet zover dat hij zijn huis aan hen verkoopt. En Bernard heeft intussen een plan bedacht waarin bijen en de zeer giftige monnikskap hem zullen helpen bij zijn wraak op de dictatuur van de welbespraaktheid.